# Party Monster
Party Monster è un film del 2003, diretto da Fenton Bailey e Randy Barbato e interpretato da Macaulay Culkin. Tratto dalla storia vera del "Re dei Club Kids" Michael Alig, il più famoso organizzatore di feste notturne di New York. Presentato al Sundance Film Festival dello stesso anno, fu il primo film di Macaulay Culkin a nove anni dalla sua ultima apparizione nel film del 1994 Richie Rich.
Il film è basato sul libro di James St. James Disco Bloodbath (pubblicato in Italia da Baldini&Castoldi con il titolo Party monster. Storia vera e favolosa dei club kids e di un omicidio in discoteca), che racconta l'amicizia tra l'autore e Alig, fino all'assassinio, da parte di quest'ultimo, di Angel Melendez.

## Trama
Nella scena underground di New York degli anni novanta, fatta di feste alla moda, droghe e ambiguità sessuale, Michael, trasferitosi da poco nella Grande Mela, conosce James St. James, che lo introduce nell'ambiente facendolo diventare uno dei più noti organizzatori di feste ed eventi mondani. Arrivato all'apice, con tante amicizie e altrettanti nemici, commette un omicidio e lo confessa all'amico James. Il suo racconto viene preso come uno scherzo, ma dopo il ritrovamento del cadavere tanti troveranno conveniente questa storia, proprio come James, che sogna di diventare scrittore e riconquistare la scena toltagli da Michael.

## Festival
Oltre alla prima assoluta al Sundance Film Festival il 18 gennaio del 2003, il film è stato presentato anche al Festival internazionale del cinema di Berlino dello stesso anno, nella sezione "Panorama", e al Festival del Cinema LGBT di Torino del 2004.

## Colonna sonora
La colonna sonora del film spazia dagli anni 1980 fino a metà degli anni 1990, con riferimenti alla musica che si suonava nei club nei primi anni 2000.
1. Take Me to the Club – 3:36 – Mannequin
2. Seventeen – 3:31 – Ladytron
3. Frank Sinatra – 3:53 – Miss Kittin & The Hacker
4. Money, Success, Fame, Glamour – 3:23 – Felix da Housecat vs. Pop Tarts
5. You're My Disco (Fischerspooner Remix) – 4:26 – Waldorf
6. Two of Hearts – 3:36 – Stacey Q
7. Overdose – 2:57 – Tomcraft
8. Get Happy – 3:28 – Happy Thought Hall
9. La Rock 01 – 3:05 – Vitalic
10. Go! – 2:34 – Tones on Tail
11. New York New York – 4:41 – Nina Hagen
12. It Can't Come Quickly Enough – 3:32 – Scissor Sisters
13. Inside Out – 3:36 – W.I.T.
14. Kiss Me – 3:26 – Stephen Tin Tin
15. Give Me Tonight – 3:53 – Shannon
16. (How to Be A) Millionaire – 3:35 – ABC
17. Crash – 2:54 – Keoki
18. The La La Song – 1:32 – Marilyn Manson
19. Good is Bad – 2:56 – Headrillaz
20. Santa Baby – 3:23 – Cynthia Basinet